# Рогец
Рогец (нем. Rogätz) — община в Германии, в земле Саксония-Анхальт. 
Входит в состав района Оре. Подчиняется управлению Эльбе-Хайде.  Население составляет 2214 человек (на 31 декабря 2010 года). Занимает площадь 23,86 км².